# 4941 (1986 UA)
4941 (1986 UA) је астероид главног астероидног појаса са средњом удаљеношћу од Сунца која износи 3,183 астрономских јединица (АЈ).
Апсолутна магнитуда астероида је 12,1.